# Surfaceuse
Pour les articles homonymes, voir Zamboni (homonymie).

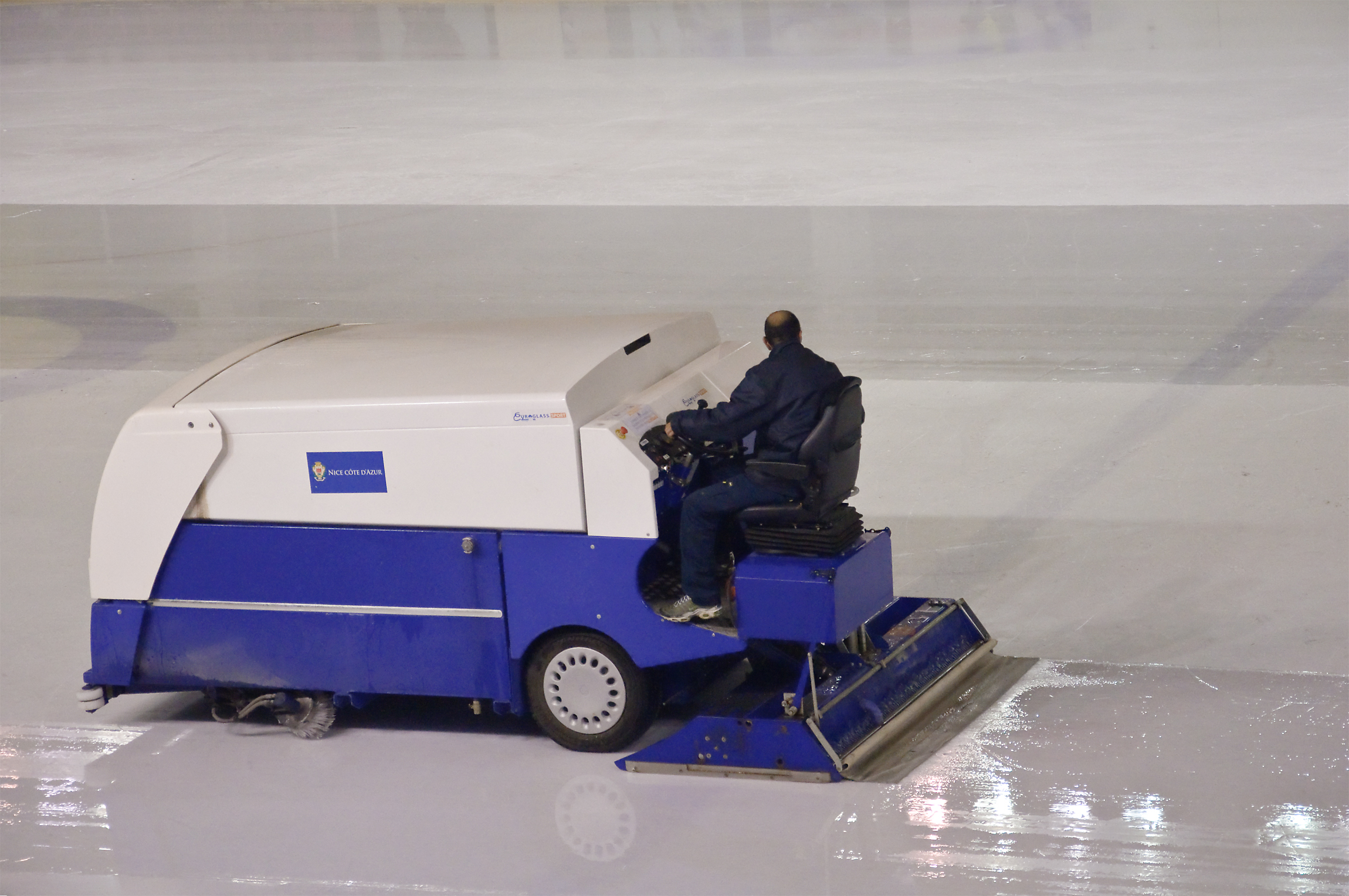
Une surfaceuse en action.

Une surfaceuse, une resurfaceuse,  une Zamboni, une Rolba ou une enrobeuse est un véhicule qui refait et lisse la glace d'une patinoire. Son appellation populaire en Amérique du Nord, et surtout au Québec, est « Zamboni ». Il s'agit du nom de la compagnie de surfaceuse la plus reconnue, créée par l'américain Frank Zamboni. C'est un nom moins populaire en France dû à la présence d'autres fabricants de surfaceuses. En Suisse notamment, on l'appelle rolba pour ces mêmes raisons.
La dameuse est un autre type de surfaceuse. Celle-ci est utilisée pour façonner et compacter la neige afin d'en aplanir la surface et d'en ralentir la fonte. Ces appareils sont communément utilisés dans les centres de ski pour travailler les pistes.

## Histoire
La première surfaceuse fut inventée par Frank J. Zamboni, qui travaillait à l'époque dans l'industrie de la réfrigération. Son entreprise fabriquait des blocs de glace servant à la réfrigération pour divers clients comme les fermes laitières. Lorsque la demande de blocs de glace commença à se réduire, Zamboni chercha un autre moyen de rentabiliser son savoir.
En 1939, Zamboni créa le Iceland Skating Rink  à Paramount en Californie ; littéralement la patinoire du monde de la glace. Afin de resurfacer la patinoire (de rendre la surface de la patinoire nette après usage), 3 ou 4 employés devait gratter, laver et racler la glace. Une fine couche d'eau était ensuite apposée sur la glace. Ce procédé étant très long, Zamboni chercha à l'améliorer.
De 1942 à 1947, il essaya, vainement, de créer un véhicule qui pourrait réduire le temps de resurfaçage. En 1947, Zamboni parvint à inventer une machine pouvant gratter, laver, et racler la glace. Cette machine était montée sur le châssis d'un véhicule de surplus de l'armée. Une lame, montée sur le véhicule, devait érafler la glace avant que celle-ci ne reçoive une fine couche d'eau devant créer une pellicule de glace. Le prototype possédait un réservoir contenant les copeaux de glace, lesquels étaient amenés au réservoir via un convoyeur à bandes. Cette machine était mue par un moteur et une courroie de transmission Jeep. Zamboni abandonna ce modèle à la fin de l'année 1947 à cause de défauts sur la lame et car difficile à manipuler.
Une nouvelle machine fut créée grâce à un autre châssis issu d'un surplus de l'armée. Cette machine avait quatre roues motrices et pouvait braquer ses roues avant et arrière ; et dès 1949, le modèle A de Zamboni fut utilisé dans les patinoires. De plus amples modifications furent par la suite ajoutées au modèle A comme un réservoir d'eau de lavage et un couvercle pour le réservoir contenant la glace.
Le Modèle B fut la deuxième surfaceuse créée par Zamboni. Cette machine différait beaucoup du modèle A. Au lieu d'utiliser uniquement un moteur et une courroie de transmission Jeep, Zamboni décida de construire son modèle directement sur une Jeep. Le modèle C fut aussi construit sur une Jeep mais des éléments de design furent changés : la position de conduite fut relevée pour assurer une meilleure visibilité et les capacités de stockage de glace furent augmentées. De la fin des années 1950 à 1964, soit des modèles C à F les modifications furent minimes. L'introduction de la série HD en 1964 vit le design des surfaceuses Zamboni prendre un tournant.
La surfaceuse Zamboni et son auteur furent honorés d'un Google Doodle le 16 janvier 2013 pour le 112e anniversaire de Zamboni. Google mit en ligne un doodle dans lequel on pouvait conduire une surfaceuse Zamboni autour d'une patinoire.

## Principe de fonctionnement
Une surfaceuse permet de raboter une légère couche de glace puis de répandre à nouveau une légère couche d'eau sur la surface glacée, ce qui égalise la surface. Cette eau est étalée par l'appareil grâce à une longue serpillière et gèle de nouveau dans les minutes qui suivent le traitement.
La lame est présente sous la partie qui se situe à l'arrière de la machine (rabot), enlève une fine couche de glace ainsi que la neige qui la recouvre. La neige récupérée est ensuite remontée vers la benne à neige par deux vis d'Archimède, une horizontale et l'autre verticale.
Cette benne a une contenance suffisante pour pouvoir nettoyer toute la surface de glace sans interruption et permettre de vider la neige en dehors de la piste après utilisation de la machine.

## Types
Les resurfaceuses ont longtemps utilisé des combustibles hydrocarbures (essence, gaz naturel, propane) pour le déplacement de l'appareil. Les gaz d'échappement constituent cependant un problème lorsque la patinoire se trouve dans une enceinte fermée, une patinoire de hockey sur glace par exemple. Des modèles de surfaceuses électriques sont maintenant proposés pour éviter ces difficultés.